# Dénes Péter (gépészmérnök)
Dénes Péter (Dénes Péter A.; Budapest, 1914. június 27. – Wisconsin, 1974. július) Kossuth-díjas gépészmérnök, a Távközlési Kutatóintézet osztályvezetője.
1944-ben diplomát szerzett a Budapesti Műszaki Egyetemen, 1954-ben doktorált.
1953-ban a Szocialista Munkáért Érdeméremmel díjazták. 1955-ben megkapta a Kossuth-díj II. fokozatát, az indoklás szerint „a híradástechnikai iparban nélkülözhetetlenül fontos porvasmagokhoz szükséges vas- és egyéb ötvözetporok előállítására szolgáló elektronikus eljárás önálló kidolgozásáért”. (A szabadalmi leírás szerint az eljárást Tardos Lászlóné vegyészmérnökkel közösen dolgozta ki.)
Az 1960-as évektől az Amerikai Egyesült Államokban, a wisconsini Whitefish Bay településen élt és dolgozott.
Több mint 60 bejegyzett szabadalom feltalálója, számos műszaki és matematikai tárgyú cikk szerzője.
Nős, három gyermek édesapja.

## Művei
- Korszerű híradástechnikai kerámiai anyagok és alkalmazásuk (1954)
- A hazai porvasmag gyártás fejlesztése (1956)